# Ectyonopsis panis
Ectyonopsis panis är en svampdjursart som först beskrevs av Boury-Esnault och Van Beveren 1982.  Ectyonopsis panis ingår i släktet Ectyonopsis och familjen Myxillidae.
Artens utbredningsområde är Kerguelen. Inga underarter finns listade i Catalogue of Life.